# Hans Theyer
Johann Eugen Felix Theyer (* 11. Juni 1884 in Wien; † 18. Juli 1955 ebenda), genannt Hans Theyer, war ein österreichischer Kamerapionier. 

## Leben
Hans Theyer war der Sohn des Skontisten (Bankgehilfen) Leopold Theyer und der Kutscherstochter Maria Razinger.
Er absolvierte die Kunstgewerbeschule und studierte danach an der Graphischen Lehr- und Versuchsanstalt in Wien.
Ab 1905 drehte er zahlreiche Kulturfilme für die französische Produktionsfirma Pathé Frères, unter anderem in China, Japan und Korea. Um 1912, 1913 war er auch bei deren italienischen Ableger Film d’Art Italien angestellt. Es folgte eine Anstellung als Kameramann bei der Meßter- (u. a. Durchs Ziel, 1914) und Sascha Filmindustrie in Wien. Ab 1915 arbeitete er für die Filmexpositur des k.u.k. Kriegspressequartiers, die unter der Leitung von Sascha Kolowrat-Krakowsky mit der Produktion von Propagandafilmen beschäftigt war, und entging somit dem Kriegsdienst. 1919 gründete er mit seinem Berufskollegen Ludwig Schaschek den „Verband der Operateure“, welcher 1922 gemeinsam mit anderen Interessenvertretungen im Filmbund aufging. Am 1933 gegründeten Lehrinstitut für Tonfilmkunst in Wien war er als Lehrer für nachkommende Kameraleute tätig. Von 1933 bis 1936 war der spätere Regisseur Franz Antel Assistent von Hans Theyer bei Filmen der Sascha-Film. Bis 1939, als die Sascha-Film bereits aufgelöst und als Wien-Film neugegründet wurde, war er noch in Wien tätig. Die folgenden Kriegsjahre bis 1945 verbrachte er in Schweden.
Hans Theyers Sohn Hans Heinz Theyer, 1910 in Wien geboren, wurde ebenfalls Kameramann. Beide wurden am Friedhof der Feuerhalle Simmering bestattet.

## Filmografie (Auswahl)
- 1914: Durchs Ziel
- 1920: Der Henker von Sankt Marien
- 1922: Herren der Meere
- 1923: Fräulein Frau
- 1924: Die Rache der Pharaonen
- 1926: Der Rosenkavalier
- 1926: Der Herr des Todes
- 1927: Die Familie ohne Moral
- 1927: Der größte Gauner des Jahrhunderts
- 1927: Die drei Niemandskinder
- 1927: Die Strecke
- 1928: Modellhaus Crevette
- 1928: Befehl zur Ehe
- 1928: Die beiden Seehunde
- 1928: Herzog Hansl (Erzherzog Johann)
- 1928: Der Scheidungsanwalt (Die Frau von gestern und morgen)
- 1929: Der Mitternachtswalzer
- 1929: Das Mädchenschiff
- 1929: Hingabe
- 1929: Der Dieb im Schlafcoupé
- 1930: Die Tat des Andreas Harmer
- 1930: Das Wolgamädchen
- 1931: Die große Liebe
- 1933: Der Musikant von Eisenstadt
- 1933: Abenteuer am Lido
- 1936: Die Puppenfee
- 1936: Burgtheater
- 1936: Heut’ ist der schönste Tag in meinem Leben
- 1939: Hilfe! Erpresser!